# تپه نبی خانی
تپه نبی خانی مربوط به دوران پیش از تاریخ ایران باستان است و در شهرستان خرم‌آباد، بخش مرکزی، روستای دره اشکفت علیا واقع شده و این اثر در تاریخ ۷ آذر ۱۳۸۳ با شمارهٔ ثبت ۱۱۲۲۰ به‌عنوان یکی از آثار ملی ایران به ثبت رسیده است.